# CH Cygni
Ne doit pas être confondu avec χ (Chi) Cygni.
Désignations
CH Cygni (CH Cyg / HIP 95413 / BD+49 2999) est une géante rouge variable et une binaire symbiotique de la constellation du Cygne. Elle est l'étoile symbiotique la plus proche de la Terre et l'une des plus brillantes, ce qui en fait un sujet d'étude idéal.

## Propriétés
CH Cygni a une masse de 2 M☉ et un rayon de 280 R☉. Sa compagne naine blanche a une masse de 0.75 M☉, et la période orbitale des deux étoiles est de 5 689 jours (environ 15,6 ans). CH Cygni est classée comme M7IIIab + Be.

## Histoire observationnelle

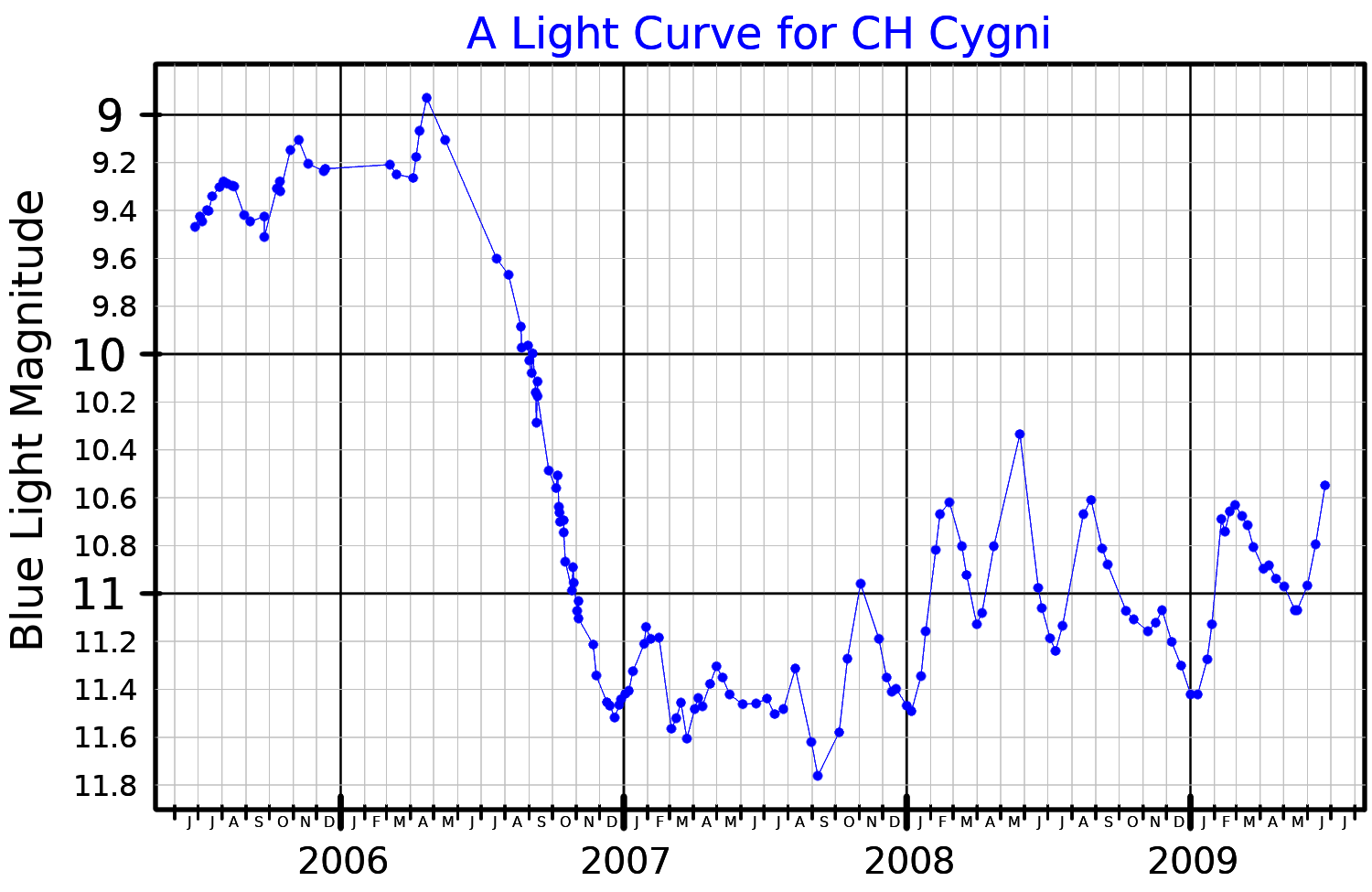
Courbe de lumière en bande bleue de CH Cygni, adaptée de Wallerstein (2010).

Les premières observations de CH Cygni furent faites en 1890 par Pickering et Wendel à l'aide d'un photomètre à coin, et elle fut classée comme étoile variable de type M6III en 1924. En 1963 de fortes raies H I en émission furent observées, indiquant que CH Cygni était probablement en relation symbiotique avec une naine blanche. Des émissions similaires furent observées en 1965, 1967, 1977, 1992 et en 1998. On pensa quelque temps que le système contenait une troisième étoile, mais cela fut ensuite démenti.
En 1984 des jets bipolaires émis par CH Cygni ont été détectés, causés probablement par l'accrétion de son étoile compagne,. La luminosité du système a décru sensiblement en 1986, probablement à cause de la poussière expulsée du système par les jets ou par un flash de l'hélium. Cette poussière s'était dissipée en 2002, la luminosité retournant au niveau d'avant 1985.
CH Cygni voit sa brillance en rayons X durs augmenter pendant l'automne 2020.